# لاورنس وایت
لاورنس وایت (انگلیسی: 40 Glocc؛ زادهٔ ۱۶ دسامبر ۱۹۷۴) یک موسیقی‌دان اهل ایالات متحده آمریکا است.